# Carl Witzmann
Carl Witzmann (Viena, 26 de septiembre de 1883 – Viena, 29 de agosto de 1952) fue un arquitecto, interiorista y escenógrafo austríaco.

## Biografía
Estudió en la Escuela de Artes Aplicadas de Viena desde 1900 hasta 1904, siendo alumno de Hermann Herdtle y Josef Hoffmann. Antes incluso de acabar sus estudios, comenzó a trabajar como arquitecto independiente en la capital austríaca.
A partir de 1908 y hasta 1915 impartió clases en la Escuela de Artes Aplicadas de Viena por primera vez y en paralelo se unió a la Österreichischer Werkbund. Durante la Primera Guerra Mundial actuó como soldado y al finalizar ésta, regresó a Viena donde retomó su actividad como profesor en la Escuela de Artes Aplicadas, en la que entonces permanecería hasta 1945. También trabajó como arquitecto independiente, siendo uno de sus proyectos más importantes la remodelación del teatro del distrito de Josefstadt entre 1923 y 1924, a imagen y semejanza del teatro La Fenice de Venecia.
Asimismo, diseñó un variado número de objetos como alfombras, lámparas, menaje, e incluso muebles, para la Wiener Werkstätte y otras empresas. Durante la anexión de Austria a Alemania, se encargó de llevar a cabo proyectos de exposición y conversiones de teatros con fines de propaganda. Tras la Segunda Guerra Mundial, fue inhabilitado de forma temporal, aunque aun así, antes de su fallecimiento retomaría su actividad como arquitecto independiente.